# Buternay
Le Buternay est une rivière française coulant dans les trois départements de l'Orne, d'Eure-et-Loir et de l'Eure, affluent en rive droite de l'Avre, de ce fait sous-affluent du fleuve la Seine par l'Eure.

## Géographie
De sa source à sa confluence avec l'Avre, le ruisseau du Buternay parcourt un peu plus de 24 km, traverse neuf communes et deux régions, la Normandie et le Centre-Val de Loire.

### Communes et cantons traversés
D'amont en aval :

### Département de l'Orne
- La Lande-sur-Eure, Marchainville

### Département d'Eure-et-Loir
- La Ferté-Vidame, La Chapelle-Fortin, Rohaire, Boissy-lès-Perche,

### Département de l'Eure
- Verneuil-sur-Avre, Courteilles

### Département d'Eure-et-Loir
- Rueil-la-Gadelière

## Principaux affluents
- Ruisseau de Lamblore